# Chemiré-le-Gaudin
Chemiré-le-Gaudin é uma comuna francesa na região administrativa do País do Loire, no departamento de Sarthe. Estende-se por uma área de 22.79 km². Em 2010 a comuna tinha 1 016 habitantes (densidade: 44,6 hab./km²).